# 小保方晴子
小保方晴子（日语：／ Obokata Haruko，1983年9月25日—），日本細胞生物學家，曾供职於理化學研究所（理研；RIKEN）。
2014年1月，她在《自然》（Nature）期刊發表了世界首例有效製作STAP細胞的論文，曾被傳媒視為首位女性日本人諾貝爾獎得主的有力人選。但因受到許多質疑，經申請後，7月2日正式撤销此论文。同年秋天，理研經過調查，否決了小保方論文的結論，並主張其研究成果有故意造假之嫌。2015年11月2日，早稻田大學宣布取消她的博士學位。

## 教育背景
- 早稻田大學理工學部 應用化學科畢業（2006年）
- 早稻田大學 應用化學碩士（2008年）
- 早稻田大学 先進理工学研究科生命医科学博士 （2010年获得，2015年11月2日被正式撤销）

## STAP細胞事件
小保方晴子於2014年1月30日發表在《自然》的STAP細胞的論文，引來了加州大學戴維斯分校教授保羅·諾福勒等美國學者的质疑，他們聲稱論文中有2張照片疑似造假。現階段，小保方論文中的實驗方法，也無法被其他學者成功重現。2月下旬，理化學研究所（理研；RIKEN）為此組成了獨立調查團，早稻田大學也對小保方的博士論文展開調查。

### 初期闢謠
《朝日新聞》2月19日報導，上述質疑只是「誤植照片」所致，理研認為「不影響實驗結果的有效性」。
山梨大學教授若山照彥表示，自己曾在小保方的指導下「獨立重複」了成功的實驗。此外，小保方團隊將儘速公開實驗細節。

### 理研立場的轉變
2014年3月10日，若山教授向小保方等人提议撤回论文。
3月14日，理研理事长野依良治等人在东京召开记者会，称论文撰写过程中存在重大错误。理研调查委员会称，弄清该错误是蓄意还是失误需要进一步调查，因此暂不做判断。同日，执笔人小保方有意撤回STAP细胞论文，且小保方在书面声明中表示“很抱歉造成这么大的混乱。我们正在商讨撤回论文的可能性。”

### 調查與申訴
2014年4月1日，理研公布了论文的最终调查报告，确认小保方存在不正行为。论文中使用的图片曾出现在其他论文中和被加工过。对于理研的调查报告，小保方表示“无法接受”。
2014年4月8日，小保方就理研的调查结论提出申诉，要求撤回结论。2天後，小保方在大阪市召开新闻发布会。她聲稱「STAP現象是經過反復確認的真實現象」，并且表示自己「成功制出了200次以上」。同日理研回应称，他们不认为他们的调查不够充分。
2014年4月10日，理研開始審查小保方申訴。
2014年4月12日，小保方晴子通过代理律师表示将会提交提交補充材料协助理研审查。
2014年4月18日，小保方透过律师表示，正式提交材料给理研。
2014年5月8日，理研召开记者会，再次宣布认定小保方論文造假，处罚将在一个月後出炉。小保方对于理研拒绝重新调查表示驚愕。
2014年6月4日，理研表示已从小保方处获得了有关撤回STAP细胞论文的书面同意。
2014年6月30日，理研宣布将让小保方晴子参与验证STAP细胞是否存在的实验。她在安裝有監視器、並由第三方監督的實驗室中製造STAP細胞，無法得到論文的結果。
2014年7月2日，《自然》杂志宣布撤销此论文。
2014年7月17日，早稻田大學宣佈，儘管小保方的博士論文「未達博士標準」，但鑑於有關規定「不取消小保方的博士學位」。
2014年8月5日，小保方的指導教授笹井芳樹在神户市尖端醫療中心內上吊自殺，並於神戶市立醫療中心中央市民醫院確認身亡。
2014年10月7日，早稻田大学撤销小保方晴子的博士学位，但是给予一年宽限期，在一年内如果能够重新提交合格的论文则保留博士学位。
2014年11月，經過五次重製實驗，確認STAP細胞實驗結果無法重現。小保方則於同年12月21日辭去研究員職位。

### 外部專家第二調查委員會
理研於2014年9月時另委請外部專家成立第二調查委員會，委員長為日本國立遺傳學研究所所長桂勳。該委員會於同年12月26日發布調查報告，報告書中提及：「STAP細胞論文基本上已遭全盤否定。為何會混入如此多的胚胎幹細胞，已超出過失的範圍，不排除有人為故意的可能性。」、「共同研究者和論文的共同執筆人對於沒有實驗記錄、沒有原始數據，以及明顯可見有問題的圖表等情形竟然刻意忽略或疏於確認。」、「小保方晴子當時所屬研究室的負責人若山照彥，以及最終負責論文彙整的笹井芳樹，應負特別大的責任。」，對此事件做出了嚴厲的指責。

### 餘波
2016年1月28日，講談社出版了小保方對此事件的自述日記「那一天」（あの日），書中仍然主張STAP現象乃真實存在。此書售出超過25萬本，成為一時的暢銷書。

## 外部連結
- （日語）
- 2014年4月8日小保方晴子的不服申请書(上) （页面存档备份，存于）（日語）
- 2014年4月8日小保方晴子的不服申请书(下) （页面存档备份，存于）（日語）